# Лета (императрица)
Лета — вторая супруга императора западной части Римской империи Грациана. Имя и сам факт существования Леты упомянуты только в истории Зосимы.
Первой женой Грациана была Флавия Максима Фаустина Констанция, которая умерла в 21 год. В «Пасхальной хронике» записана дата прибытия её останков в Константинополь — 31 августа 383 года. Должно быть, она умерла в начале того же года, но точная дата и причина её смерти неизвестны. Поскольку Грациан был убит 25 августа 383 года, предполагается, что Лета вышла за него замуж в короткий период между смертью Констанции и его собственной смертью.
В своем описании первой осады Рима королём вестготов Аларихом I датированным 408 годом, Зосим упоминает, что в городе начался голод. «Лета, жена покойного императора Грациана, и её мать Писамена некоторое время снабжали продовольствием большое количество людей. Ибо благодаря щедрости Феодосия им было позволено брать пищу из запасов для императорского стола. Благодаря этой привилегии многие люди пользовались щедростью этих двух дам и получали из их дома то, что спасло их от голода» .